# Eustomias lanceolatus
Eustomias lanceolatus är en fiskart som beskrevs av Clarke, 1999. Eustomias lanceolatus ingår i släktet Eustomias och familjen Stomiidae. Inga underarter finns listade i Catalogue of Life.